# ウルトラマンキヨタカ
ウルトラマンキヨタカは、円谷プロダクション公認のキャラクター（ウルトラマン）で、主に海と自然を守る活動している。
ハワイオアフ島出身。初代ウルトラマンの赤部分を青にした姿をしており、勤務外の時はワイキキの浜辺で、ビンテージのアロハシャツにサングラスをかけている。

## 概要
日本のシンガーソングライターである杉山清貴が、1994年に自身の行きつけである寿司屋に、円谷皐の長男である一夫と偶然一緒になり、一夫が杉山の楽曲を聴いていると話したのに対して、杉山は元々好きだったウルトラマンを熱弁したことがきっかけで2人は意気投合し、皐を紹介してもらい、その際に杉山のために制作されたウルトラマンである。杉山は、皐の印象として「心と心がぴったりとハモる感覚があり、僕は彼を大切な人だと思うようになった」と語っている。
スーツは円谷プロで保管され、要請があればスーツアクター込みで出動する体制となっている。
杉山のシングル「最後のHoly Night〜version'96〜」（1996年）の裏ジャケットに、ツーショットとして掲載している。

## 登場したコンサート
1995年12月に、神奈川県民ホールで行なわれた杉山のコンサートに登場して以降、何度か杉山清貴のコンサートに登場している。
- 1995年12月26日 神奈川県民ホール
- 1996年9月16日 日比谷野外音楽堂
- 2003年7月26日 日比谷野外音楽堂